# Hadena chosensis
Hadena chosensis är en fjärilsart som beskrevs av Felix Bryk 1948. Hadena chosensis ingår i släktet Hadena och familjen nattflyn. Inga underarter finns listade i Catalogue of Life.